# Lachtauben weinen nicht
Lachtauben weinen nicht ist ein deutscher Spielfilm der DEFA von Ralf Kirsten aus dem Jahr 1979 nach Motiven des Bühnenstücks  Die Lachtaube von Helmut Baierl aus dem Jahr 1974.

## Handlung
Rolf Ziener, genannt Lachtaube, hat Ärger mit seiner Freundin Renate, die ihn am Morgen, nach einem seiner allabendlichen Kneipenbesuche, aus ihrer Wohnung wirft. Am gleichen Tag trifft Hubert Zementhin im Stahlwerk  ein, ein gelernter Stahlwerker und ehemaliger Leiter eines Betriebes, der hier auf eigenen Wunsch wieder als einfacher Arbeiter tätig sein will, nachdem er wegen einer Parteistrafe seinen Leitungsposten abgeben musste. Den Leiter seiner Brigade kann er beim Arbeitsantritt nicht kennenlernen, da dieser an diesem Tag eine Feierschicht fährt, das heißt, Hermann Becker nimmt sich frei, um seine Geliebte Doris, die als Kellnerin arbeitet, mit einer Flasche Sekt zu wecken und den Tag mit ihr zu verbringen.
Während der Frühstückspause am Siemens-Martin-Ofen macht ein gedruckter Intensivierungsplan die Runde, aus dem die Kollegen erfahren, dass ihr Werksteil stillgelegt werden soll. Die Arbeit hier ist nicht leicht und bedarf eines hohen körperlichen Einsatzes. Trotzdem arbeiten die Schmelzer seit vielen Jahren hier und das nicht schlecht. Irgendwann war immer wieder einmal unverbindlich die Rede von der Stilllegung, aber nie konkret, weshalb die Kollegen jetzt über die Handlungsweise ihrer Betriebsleitung empört sind, da eine solche, tief in ihr Leben eingreifende, Festlegung nicht ausführlich mit ihnen beraten wurde. Natürlich ist ihnen klar, dass nur mit einer neuen Technologie wesentliche Produktionssteigerungen möglich sind, woran Dr. Ing. Dörster arbeitet, doch dessen neu entwickelter Ofen macht Probleme, was er aber noch nicht weitergibt. Auf dem Weg in die Kantine treffen die Kollegen Luise Becker, die Ehefrau ihres Brigadiers, die zum ersten Mal ihren Mann im Werk besuchen will, da sie seit dem frühen Morgen weiß, dass sie im dritten Monat schwanger ist. Doch sie muss erfahren, dass ihr Mann nicht da ist, obwohl er sich am Morgen von ihr zur Arbeit verabschiedet hat. Langsam beginnt sie zu verstehen, wo er sich befinden kann. Bei einer anschließenden Diskussion der Brigade mit der Betriebsleitung geht es sehr lautstark zu und besonders Lachtaube, der Mitglied der SED ist, ereifert sich stark. Er attackiert  die anwesenden Leiter offen und wirft ihnen ihre Fehler vor. Als die Kollegen von den Vorgesetzten aufgefordert werden, wieder an die Arbeit zu gehen, macht das widerwillig einer nach dem anderen, außer Lachtaube, der nachdenklich sitzen bleibt. 
Am Nachmittag bringt Hermann Becker seine Freundin zur Arbeit in die Gaststätte und fährt selbst nach Hause. Hier packt seine Frau ihre Koffer und nachdem er von seinem schweren Tag erzählt, sagt sie ihm, dass sie ein Kind erwartet, deshalb in seinem Betrieb war und nun alles über sein Fremdgehen weiß. Nach Feierabend treffen sich auch Rolf Ziener und seine Freundin Renate, wobei sie ihm anbietet, sich wieder zu vertragen. Doch er will vorher noch einiges erledigen, geht zum Betriebsdirektor Flatow und stellt ihn wegen der geplanten Betriebsschließung und der mangelnden Information darüber zur Rede. Da auch das anschließende Gespräch mit dem Parteisekretär Enders für ihn nicht befriedigend verläuft, geht er wieder in die Kneipe, um ein Bier zu trinken. Hier sitzt bereits Huber Zementhin, der etwas zum Abend isst. Beide kommen ins Gespräch und Lachtaube erzählt etwas über seine privaten Probleme. Er würde gern heiraten, aber erst wenn er eine Wohnung hat, die Wohnungskommission des Betriebes und das Wohnungsamt lachen ihn jedoch aus. Nun ergreift Zementhin die Initiative und beide gehen zum Wohnungsamt, wo es Zementhin schafft, unter falschen Angaben bis zum Leiter vorzudringen. Dem erklärt er, dass er der Leiter der Kontrollkommission des Stahlwerks sei und bemängelt den Umgang mit dem Wohnungsantrag des Kollegen Rolf Ziener. Das Ergebnis ist eine Wohnungszuweisung für Lachtaube, der sich die neue Wohnung gleich ansieht. Als er Renate das erzählen will, lässt sie ihn wieder nicht in ihre Wohnung, da sie annimmt, er kommt wie immer aus der Kneipe.
Als Hermann Becker seine Freundin Doris in der Kneipe aufsuchen will, ist die nicht mehr da. Sie hat eingesehen, dass er nicht an einer festen Verbindung mit ihr interessiert ist und sucht sich ein neues Umfeld, wo sie ihre Zukunft zubringen kann. Während einer Abschiedsveranstaltung für einen langjährigen Aktivisten des Stahlwerks treffen auch die Leitungsmitglieder des Werkes zusammen. Bei dieser Gelegenheit wird dem Werkleiter mit klaren Worten erklärt, dass seine überhebliche Führungstätigkeit nicht mehr so weitergehen kann. Er muss sich daran gewöhnen, mit den Arbeitern in Zukunft mehr zu reden, als nur über ihre Köpfe hinweg zu entscheiden.

## Produktion
Das Szenarium lag in den Händen von Helmut Baierl und für die Dramaturgie war Herbert Fischer  zuständig. Die Werksaufnahmen wurden im VEB Stahl- und Walzwerk Gröditz gedreht.
Lachtauben weinen nicht wurde von der Künstlerischen Arbeitsgruppe „Johannisthal“ unter dem Arbeitstitel Die Feuerfesten auf ORWO-Color gedreht und hatte seine Uraufführung am 19. September 1979 im Berliner Kino Kosmos. Im Fernsehen wurde der Film am 2. Oktober 1979 im 1. Programm des Fernsehens der DDR ausgestrahlt.

## Auszeichnungen
- 1980: Heinrich-Greif-Preis 1. Klasse für das Schöpferkollektiv des Films[1]

## Kritik
„Es ist eine der Stärken dieses DEFA-Films, daß er Arbeitergestalten in ihrer dialektischen Ganzheit gestaltet, das heißt auch mit ihren Ecken und Kanten. Und er stellt sie in Situationen, in denen sie sich Tag für Tag in der Arbeit bewähren, ohne daß wir es hier mit einem „Produktionsfilm“ herkömmlicher Art zu tun haben. Um technische Belange geht es eigentlich, genau genommen, nur am Rande.“

„Daß nicht eine der einzelnen Figuren, sondern ein Kollektiv der eigentliche Held ist, mag dramaturgisch nicht immer ganz gelöst sein, einiges gerät so auch allzu skizzenhaft episodisch, und man wünschte sich da manchmal noch mehr zu erfahren. Einige Dialogstellen sind etwas sehr sentenzenartig geraten, doch gerade in verbalen Mitteilungen erschöpft sich dieser Film nicht. Harte abrupte Schnitte trennen die einzelnen Szenen voneinander, und das ergibt nach einem etwas langsamen Anlauf dann doch einen drängenden Rhythmus des Geschehens. Nichts in sich abgeschlossen, auch am Ende dann nicht.“

Der Filmdienst bezeichnet den Film als einen interessanten, um Realitätsnähe bemühten Gegenwartsfilm, dessen allzu optimistischer Schluss jedoch fehl am Platze wirkt.